# Blaine Lake n.º 434
Blaine Lake n.º 434 es un municipio rural canadiense situado en la provincia de Saskatchewan.

## Superficie
Blaine Lake n.º 434 tiene una superficie de 771,86 km².

## Demografía
En 2021, tenía 301 habitantes, una densidad poblacional de 0,4 hab./km², y 142 viviendas.